# Alpha (motocicleta)
Alpha fue una marca española de motocicletas, motocarros y fabricados en la ciudad de Barcelona, España por Nilo Masó Miró entre los años 1924 y 1957.

## Historia

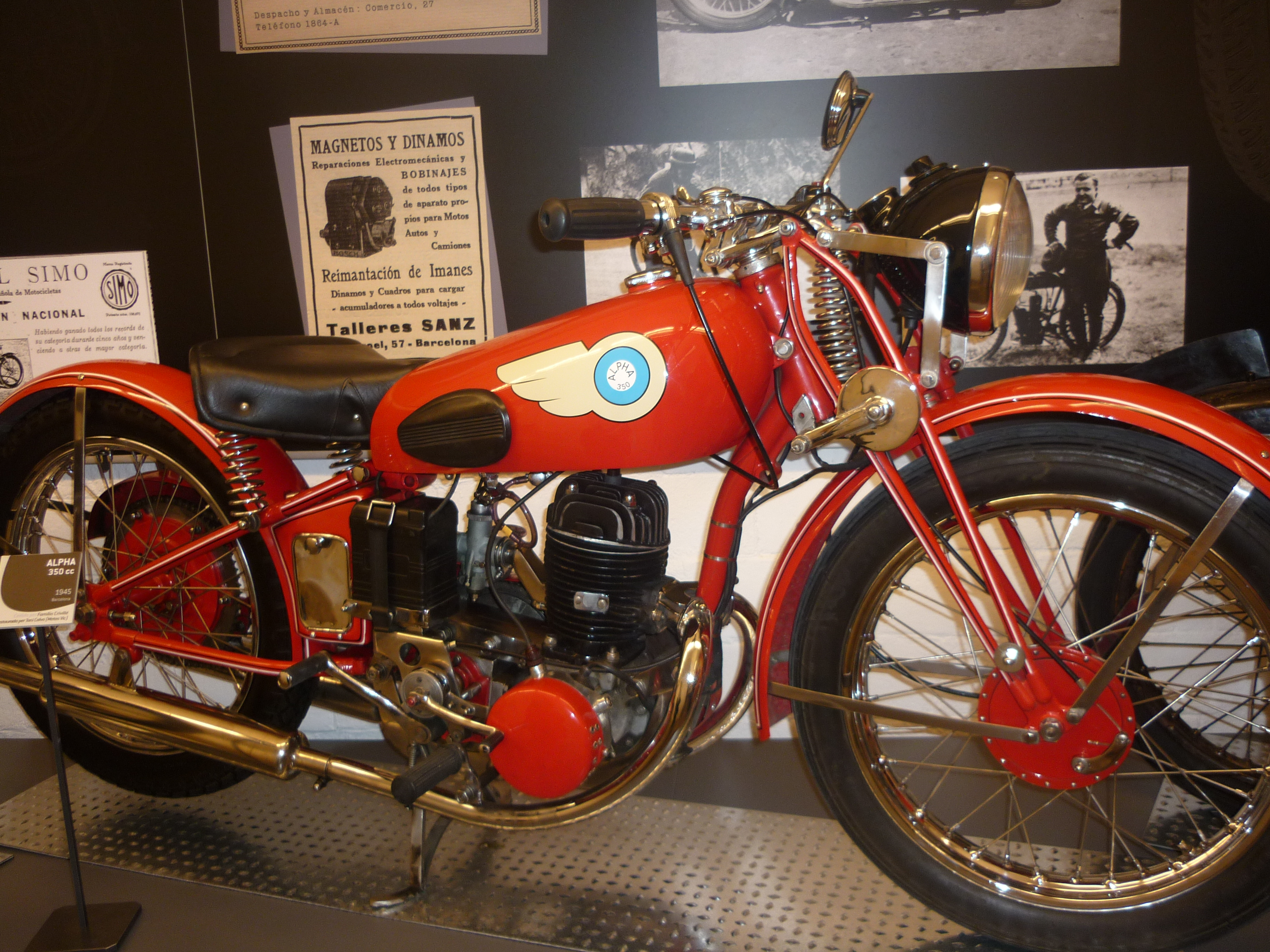
Alpha 350cc de 1945

Nilo Masó Miró, expiloto de velocidad, empezó su actividad de fabricación de motocicletas en 1924 en Barcelona, con motores a dos tiempos fabricados por Villiers y DKW de 175 y 250 cc. Alpha se convirtió en uno de los principales fabricantes españoles de motocicletas del periodo previo a la guerra civil española, destacando la belleza estética de sus modelos.
Al terminar la guerra, y como muchos otros fabricantes, se dedicó a la reconstrucción de máquinas procedentes del ejército y a la construcción de motores auxiliares para bicicletas.

### MV Alpha
Entre 1949 y 1951 fabricaría bajo licencia las MV italianas bajo la marca MV Alpha de 98 y 125 cc.  En 1951 la mecánica de esta marca se tornaría más compleja y además aumentó la demanda, por lo que los talleres Alpha, por su falta de recursos, se veían incapaces de dar continuidad a la licencia MV.
Entonces entró en juego la factoría Avello, con una fábrica bien provista de tornos, fresadoras y otra maquinaria especializada en el barrio Natahoyo de Gijón (Asturias, España), donde comenzaron a fabricar bajo la marca MV Avello y posteriormente ya como MV Agusta.

### Última época
La pérdida de la licencia de MV provocó el inicio del declive de los talleres Alpha. En 1953 colaboró en la construcción de las Evycsa con motores FITA-AMC de cuatro tiempos, pero la marca desaparecería finalmente en 1957.
Sus últimas realizaciones fueron un triciclo de reparto (equipado con motores OSSA e Hispano Villiers) y una motocicleta ligera de 175cc, inspirada en la BSA Bantam.